# Ganganahalli, Gudibanda
Ganganahalli là một làng thuộc tehsil Gudibanda, huyện Kolar, bang Karnataka, Ấn Độ.